# 라우레아나칠렌토
라우레아나칠렌토(이탈리아어: Laureana Cilento)는 이탈리아 캄파니아주 살레르노도에 위치한 코무네다.